# Grand Prix automobile d'Espagne 2018
GP précédent GP suivant
Le Grand Prix automobile d'Espagne 2018 (Formula 1 Gran Premio de España Emirates 2018) disputé le 13 mai 2018 sur le circuit de Barcelone, est la 981e épreuve du championnat du monde de Formule 1 courue depuis 1950. Il s'agit de la quarante-huitième édition du Grand Prix d'Espagne comptant pour le championnat du monde de Formule 1 et la cinquième manche du championnat 2018. L'épreuve se dispute pour la vingt-huitième fois depuis 1991 sur le circuit catalan (contre neuf fois à Jarama, cinq fois à Jerez et quatre fois au Parc de Montjuïc).
« J'avais besoin de cette pole position », déclare Lewis Hamilton, pourtant absent du Top 3 lors des deux premières phases qualificatives. Le quadruple champion du monde britannique domine en deux temps la dernière partie des qualifications, bat le record de la piste catalane en 1 min 16 s 173 et part en tête pour la soixante-quatorzième fois de sa carrière. Pour repousser les assauts de son coéquipier Valtteri Bottas, qui se place finalement à ses côtés en première ligne pour la première fois de la saison, Hamilton doit améliorer son temps lors de sa deuxième tentative ; 40 millièmes de seconde seulement séparent les deux coéquipiers. Les deux Ferrari, partent de la deuxième ligne, Sebastian Vettel se montrant le pilote le plus fringant des deux premières phases de la séance qualificative. Derrière Kimi Räikkönen, la troisième ligne est occupée par Max Verstappen qui devance Daniel Ricciardo, son partenaire chez Red Bull Racing, de 2 millièmes de seconde. Les trois écuries de pointe creusent des écarts importants par rapport au reste du plateau, Kevin Magnussen et Fernando Alonso étant relégués, en quatrième ligne, à presque une seconde des Red Bull.
Mercedes Grand Prix réalise son premier doublé de la saison, le quarante-et-unième de son histoire au terme d'une course où Lewis Hamilton n'a jamais été inquiété. Le quadruple champion du monde britannique remporte le soixante-quatrième Grand Prix de sa carrière, estimant que c'est la première fois cette saison qu'il s'est trouvé « en parfaite symbiose » avec sa machine, ce qui se traduit par une avance de plus de vingt secondes sur Valtteri Bottas à l'arrivée. Au départ de l'épreuve, Sebastian Vettel bondit en deuxième position derrière Hamilton. Dans le virage no 3, Romain Grosjean mord sur l'herbe, part en tête-à-queue et, en tentant de récupérer sa voiture, traverse la piste au milieu du peloton. Nico Hülkenberg et Pierre Gasly ne peuvent l'éviter ; ce triple abandon provoque la sortie de la voiture de sécurité pour six tours et Grosjean, pénalisé d'un recul de trois places sur la grille de départ du Grand Prix de Monaco, perd deux points sur sa super-licence. Après le ballet des arrêts au stand, Hamilton mène devant Vettel, Bottas, Verstappen, Ricciardo, Magnussen et Sainz alors que Räikkönen a dû abandonner sur casse de son turbocompresseur. Au quarantième tour, Esteban Ocon tombe en panne au bord du circuit. La voiture de sécurité virtuelle est déployée pour dégager sa Force India et Vettel, victime d'une dégradation excessive de ses pneus médiums, en profite pour procéder à un second arrêt pour se chausser de neuf ; celui-ci s'éternise et il ne ressort qu'en quatrième position, derrière Verstappen. Il ne parvient pas à le rattraper, bien que l'aileron avant de la Red Bull soit endommagé après un contact avec la Williams de Lance Stroll lors de la relance. Le Néerlandais obtient ainsi son premier podium de l'année, derrière les deux pilotes des Flèches d'argent. Vettel concède treize points à Hamilton en finissant quatrième devant Ricciardo, dernier pilote dans le tour du vainqueur,  qui réalise le meilleur tour à cinq boucles de l'arrivée. Kevin Magnussen termine sixième en maintenant derrière lui Carlos Sainz Jr. et Fernando Alonso qui occupait le douzième rang à mi-course tandis que Sergio Pérez dépasse Charles Leclerc pour le gain de la neuvième place en fin de course, le jeune Monégasque marquant pour la deuxième fois consécutive au volant de sa Sauber.  
Lewis Hamilton, avec 95 points, augmente à 17 points son avance en  tête du championnat sur Sebastian Vettel (78 points). Bottas (avec 58 points) précède désormais Kimi Räikkönen (resté à 48 points) et Ricciardo (47 points). Mercedes (153 points) repasse en tête du championnat du monde des constructeurs et devance Ferrari (126 points) et Red Bull Racing (80 points) ; suivent Renault (41 points), passé devant McLaren (40 points), Haas (19 points), passé devant Force India (18 points) et Scuderia Toro Rosso (13 points) puis Sauber (11 points) et Williams (4 points).

## Pneus disponibles
| Pneus pour piste sèche | Pneus pour piste sèche | Pneus pour piste sèche | Pneus pluie    | Pneus pluie |
| ---------------------- | ---------------------- | ---------------------- | -------------- | ----------- |
| Super tendres          | Tendres                | Médium                 | Intermédiaires | Pluie       |

## Contexte avant le Grand Prix
Des améliorations techniques sont apportées à plusieurs monoplaces pour ce Grand Prix, notamment chez McLaren qui installe un nouveau nez très original sur sa MCL33 ; Ferrari accroche les rétroviseurs de sa SF71H sur le Halo avec des ailettes supérieures de renfort. Si la FIA autorise l'attache des rétroviseurs directement sur le Halo, elle interdit les ailettes, susceptibles d'avoir une incidence aérodynamique, dès la prochaine course ;

## Essais libres

### Première séance, le vendredi de 11 h à 12 h 30

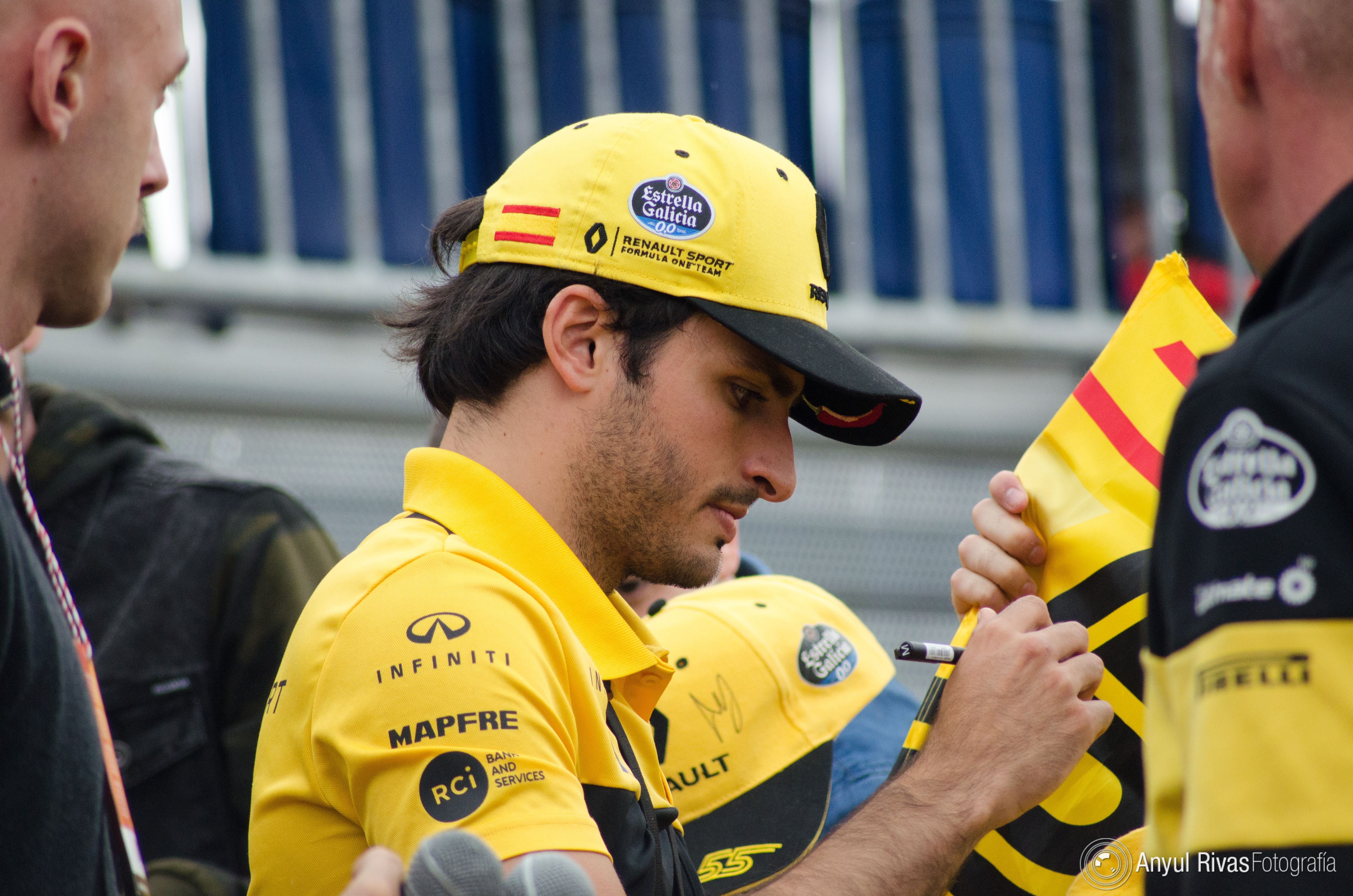
Carlos Sainz Jr. lors de l'édition 2018 de son Grand Prix national.

| Pos. | Pilote           | Voiture            | Chrono         | Écart     |
| ---- | ---------------- | ------------------ | -------------- | --------- |
| 1    | Valtteri Bottas  | Mercedes           | 1 min 18 s 148 |           |
| 2    | Lewis Hamilton   | Mercedes           | 1 min 18 s 997 | + 0 s 849 |
| 3    | Sebastian Vettel | Ferrari            | 1 min 19 s 098 | + 0 s 950 |
| 4    | Max Verstappen   | Red Bull-TAG Heuer | 1 min 19 s 187 | + 1 s 039 |
| 5    | Kimi Räikkönen   | Ferrari            | 1 min 19 s 499 | + 1 s 351 |
| 6    | Fernando Alonso  | McLaren-Renault    | 1 min 19 s 858 | + 1 s 710 |

### Deuxième séance, le vendredi de 15 h à 16 h 30
| Pos. | Pilote           | Voiture            | Chrono         | Écart     |
| ---- | ---------------- | ------------------ | -------------- | --------- |
| 1    | Lewis Hamilton   | Mercedes           | 1 min 18 s 259 |           |
| 2    | Daniel Ricciardo | Red Bull-TAG Heuer | 1 min 18 s 392 | + 0 s 133 |
| 3    | Max Verstappen   | Red Bull-TAG Heuer | 1 min 18 s 533 | + 0 s 274 |
| 4    | Sebastian Vettel | Ferrari            | 1 min 18 s 585 | + 0 s 326 |
| 5    | Valtteri Bottas  | Mercedes           | 1 min 18 s 611 | + 0 s 352 |
| 6    | Kimi Räikkönen   | Ferrari            | 1 min 18 s 829 | + 0 s 570 |

### Troisième séance, le samedi de 12 h à 13 h
| Pos. | Pilote           | Voiture            | Chrono         | Écart     |
| ---- | ---------------- | ------------------ | -------------- | --------- |
| 1    | Lewis Hamilton   | Mercedes           | 1 min 17 s 281 |           |
| 2    | Valtteri Bottas  | Mercedes           | 1 min 17 s 294 | + 0 s 013 |
| 3    | Sebastian Vettel | Ferrari            | 1 min 17 s 550 | + 0 s 269 |
| 4    | Kimi Räikkönen   | Ferrari            | 1 min 17 s 581 | + 0 s 300 |
| 5    | Daniel Ricciardo | Red Bull-TAG Heuer | 1 min 17 s 981 | + 0 s 700 |
| 6    | Kevin Magnussen  | Haas-Ferrari       | 1 min 18 s 357 | + 1 s 076 |

## Séance de qualifications

### Résultats des qualifications
| Pos.                                                                                      | Pilote            | Écurie               | Qualifications 1 | Qualifications 2 | Qualifications 3 |
| ----------------------------------------------------------------------------------------- | ----------------- | -------------------- | ---------------- | ---------------- | ---------------- |
| 1                                                                                         | Lewis Hamilton    | Mercedes             | 1 min 17 s 633   | 1 min 17 s 166   | 1 min 16 s 173   |
| 2                                                                                         | Valtteri Bottas   | Mercedes             | 1 min 17 s 674   | 1 min 17 s 111   | 1 min 16 s 213   |
| 3                                                                                         | Sebastian Vettel  | Ferrari              | 1 min 17 s 031   | 1 min 16 s 802   | 1 min 16 s 305   |
| 4                                                                                         | Kimi Räikkönen    | Ferrari              | 1 min 17 s 483   | 1 min 17 s 071   | 1 min 16 s 612   |
| 5                                                                                         | Max Verstappen    | Red Bull-TAG Heuer   | 1 min 17 s 411   | 1 min 17 s 266   | 1 min 16 s 816   |
| 6                                                                                         | Daniel Ricciardo  | Red Bull-TAG Heuer   | 1 min 17 s 623   | 1 min 17 s 638   | 1 min 16 s 818   |
| 7                                                                                         | Kevin Magnussen   | Haas-Ferrari         | 1 min 18 s 169   | 1 min 17 s 618   | 1 min 17 s 676   |
| 8                                                                                         | Fernando Alonso   | McLaren-Renault      | 1 min 18 s 276   | 1 min 18 s 100   | 1 min 17 s 721   |
| 9                                                                                         | Carlos Sainz Jr.  | Renault              | 1 min 18 s 480   | 1 min 17 s 803   | 1 min 17 s 790   |
| 10                                                                                        | Romain Grosjean   | Haas-Ferrari         | 1 min 18 s 305   | 1 min 17 s 699   | 1 min 17 s 835   |
| 11                                                                                        | Stoffel Vandoorne | McLaren-Renault      | 1 min 18 s 885   | 1 min 18 s 323   |                  |
| 12                                                                                        | Pierre Gasly      | Toro Rosso-Honda     | 1 min 18 s 550   | 1 min 18 s 463   |                  |
| 13                                                                                        | Esteban Ocon      | Force India-Mercedes | 1 min 18 s 813   | 1 min 18 s 696   |                  |
| 14                                                                                        | Charles Leclerc   | Sauber-Ferrari       | 1 min 18 s 661   | 1 min 18 s 910   |                  |
| 15                                                                                        | Sergio Pérez      | Force India-Mercedes | 1 min 18 s 740   | 1 min 19 s 098   |                  |
| 16                                                                                        | Nico Hülkenberg   | Renault              | 1 min 18 s 923   |                  |                  |
| 17                                                                                        | Marcus Ericsson   | Sauber-Ferrari       | 1 min 19 s 493   |                  |                  |
| 18                                                                                        | Sergey Sirotkin   | Williams-Mercedes    | 1 min 19 s 695   |                  |                  |
| 19                                                                                        | Lance Stroll      | Williams-Mercedes    | 1 min 20 s 225   |                  |                  |
| Temps minimal à réaliser pour la qualification : 1 min 22 s 423 (107 % de 1 min 17 s 031) |                   |                      |                  |                  |                  |
| Nq.                                                                                       | Brendon Hartley   | Toro Rosso-Honda     | Pas de temps     |                  |                  |

### Grille de départ
- Victime d'un accident lors de la troisième séance d'essais libres, Brendon Hartley n'a pas participé aux qualifications ; il est repêché par les commissaires de course et autorisé à partir de la dernière place sur la grille[8],[9] ;
- Sergey Sirotkin, auteur du dix-huitième temps, est pénalisé d'un recul de trois places en raison de son accrochage avec Sergio Pérez lors du Grand Prix automobile d'Azerbaïdjan ; à la suite du repêchage d'Hartley, il part de la dix-neuvième place[8],[10].

## Course

### Classement de la course
| Pos. | no | Pilote            | Écurie               | Tours | Temps/Abandon                      | Grille | Points |
| ---- | -- | ----------------- | -------------------- | ----- | ---------------------------------- | ------ | ------ |
| 1    | 44 | Lewis Hamilton    | Mercedes             | 66    | 1 h 35 min 29 s 972 (192,946 km/h) | 1      | 25     |
| 2    | 77 | Valtteri Bottas   | Mercedes             | 66    | + 20 s 593                         | 2      | 18     |
| 3    | 33 | Max Verstappen    | Red Bull-TAG Heuer   | 66    | + 26 s 873                         | 5      | 15     |
| 4    | 5  | Sebastian Vettel  | Ferrari              | 66    | + 27 s 584                         | 3      | 12     |
| 5    | 3  | Daniel Ricciardo  | Red Bull-TAG Heuer   | 66    | + 50 s 058                         | 6      | 10     |
| 6    | 20 | Kevin Magnussen   | Haas-Ferrari         | 65    | + 1 tour                           | 7      | 8      |
| 7    | 55 | Carlos Sainz Jr.  | Renault              | 65    | + 1 tour                           | 9      | 6      |
| 8    | 14 | Fernando Alonso   | McLaren-Renault      | 65    | + 1 tour                           | 8      | 4      |
| 9    | 11 | Sergio Pérez      | Force India-Mercedes | 64    | + 2 tours                          | 15     | 2      |
| 10   | 16 | Charles Leclerc   | Sauber-Ferrari       | 64    | + 2 tours                          | 14     | 1      |
| 11   | 18 | Lance Stroll      | Williams-Mercedes    | 64    | + 2 tours                          | 18     |        |
| 12   | 28 | Brendon Hartley   | Toro Rosso-Honda     | 64    | + 2 tours                          | 20     |        |
| 13   | 9  | Marcus Ericsson   | Sauber-Ferrari       | 64    | + 2 tours                          | 17     |        |
| 14   | 35 | Sergey Sirotkin   | Williams-Mercedes    | 63    | + 3 tours                          | 19     |        |
| Abd. | 2  | Stoffel Vandoorne | McLaren-Renault      | 45    | Perte de puissance                 | 11     |        |
| Abd. | 31 | Esteban Ocon      | Force India-Mercedes | 38    | Radiateur                          | 13     |        |
| Abd. | 7  | Kimi Räikkönen    | Ferrari              | 25    | Turbocompresseur                   | 4      |        |
| Abd. | 8  | Romain Grosjean   | Haas-Ferrari         | 0     | Accident                           | 10     |        |
| Abd. | 10 | Pierre Gasly      | Toro Rosso-Honda     | 0     | Accident                           | 12     |        |
| Abd. | 27 | Nico Hülkenberg   | Renault              | 0     | Accident                           | 16     |        |

### Pole position et record du tour
- Pole position :  Lewis Hamilton (Mercedes) en 1 min 16 s 173 (219,999 km/h)[12].
- Meilleur tour en course :  Daniel Ricciardo (Red Bull-TAG Heuer) en  1 min 18 s 441 (213,638 km/h) au soixante-et-unième tour[13].

### Tours en tête
- Lewis Hamilton (Mercedes) : 58 tours (1-25 / 34-66)[14]
- Max Verstappen (Red Bull-TAG Heuer) : 8 tours (26-33)

## Classements généraux à l'issue de la course
| Pos. | Pilote            | Écurie               | Points |
| ---- | ----------------- | -------------------- | ------ |
| 1    | Lewis Hamilton    | Mercedes             | 95     |
| 2    | Sebastian Vettel  | Ferrari              | 78     |
| 3    | Valtteri Bottas   | Mercedes             | 58     |
| 4    | Kimi Räikkönen    | Ferrari              | 48     |
| 5    | Daniel Ricciardo  | Red Bull-TAG Heuer   | 47     |
| 6    | Max Verstappen    | Red Bull-TAG Heuer   | 33     |
| 7    | Fernando Alonso   | McLaren-Renault      | 32     |
| 8    | Nico Hülkenberg   | Renault              | 22     |
| 9    | Carlos Sainz Jr.  | Renault              | 19     |
| 10   | Kevin Magnussen   | Haas-Ferrari         | 19     |
| 11   | Sergio Pérez      | Force India-Mercedes | 17     |
| 12   | Pierre Gasly      | Toro Rosso-Honda     | 12     |
| 13   | Charles Leclerc   | Sauber-Ferrari       | 9      |
| 14   | Stoffel Vandoorne | McLaren-Renault      | 8      |
| 15   | Lance Stroll      | Williams-Mercedes    | 4      |
| 16   | Marcus Ericsson   | Sauber-Ferrari       | 2      |
| 17   | Esteban Ocon      | Force India-Mercedes | 1      |
| 18   | Brendon Hartley   | Toro Rosso-Honda     | 1      |

| Pos. | Écurie               | Points |
| ---- | -------------------- | ------ |
| 1    | Mercedes             | 153    |
| 2    | Ferrari              | 126    |
| 3    | Red Bull-TAG Heuer   | 80     |
| 4    | Renault              | 41     |
| 5    | McLaren-Renault      | 40     |
| 6    | Haas-Ferrari         | 19     |
| 7    | Force India-Mercedes | 18     |
| 8    | Toro Rosso-Honda     | 13     |
| 9    | Sauber-Ferrari       | 11     |
| 10   | Williams-Mercedes    | 4      |

## Statistiques
Le Grand Prix d'Espagne 2018 représente :
- la 74e pole position de Lewis Hamilton, sa quatrième en Espagne[17] ;
- la 64e victoire de Lewis Hamilton[18] ;
- la 41e victoire de Lewis Hamilton en partant de la pole position, nouveau record[19] ;
- la 78e victoire de Mercedes en tant que constructeur[20] ;
- la 164e victoire de Mercedes en tant que motoriste[21] ;
- le 41e doublé de l'écurie Mercedes Grand Prix[22].

Au cours de ce Grand Prix :
- Lewis Hamilton passe la barre des 2 700 points inscrits en Formule 1 (2 705 points inscrits)[23] ;
- Sebastian Vettel passe la barre des 2 500 points inscrits en Formule 1 (2 503 points inscrits)[24] ;
- Kevin Magnussen atteint la barre des 100 points inscrits en Formule 1[25] ;
- Lewis Hamilton est élu « Pilote du jour » lors d'un vote organisé sur le site officiel de la Formule 1[26] ;
- Derek Warwick (146 départs en Grands Prix de Formule 1 dont deux meilleurs tours en course et quatre podiums, vainqueur des 24 Heures du Mans 1992) a été nommé par la FIA conseiller pour aider dans leurs jugements le groupe des commissaires de course[27].